# Metro Minsk
Die Metro Minsk (belarussisch Мінскі метрапалітэн/Minski metrapaliten; russisch Минский метрополитен/Minski metropoliten) ist die U-Bahn der belarussischen Hauptstadt Minsk. Der erste Streckenabschnitt wurde 1984 eröffnet. Bei einer Streckenlänge von 44,8 Kilometern und drei Linien werden 800.000 Fahrgäste pro Tag befördert. Den Höchststand erreichte die Metro im Jahr 2013 mit ca. 900.000 Fahrgästen täglich.
Die drei U-Bahn-Linien formen ein Dreieck in der Innenstadt wie es für in der Sowjetunion projektierte Netze üblich ist.

## Geschichte

### Maskouskaja-Linie

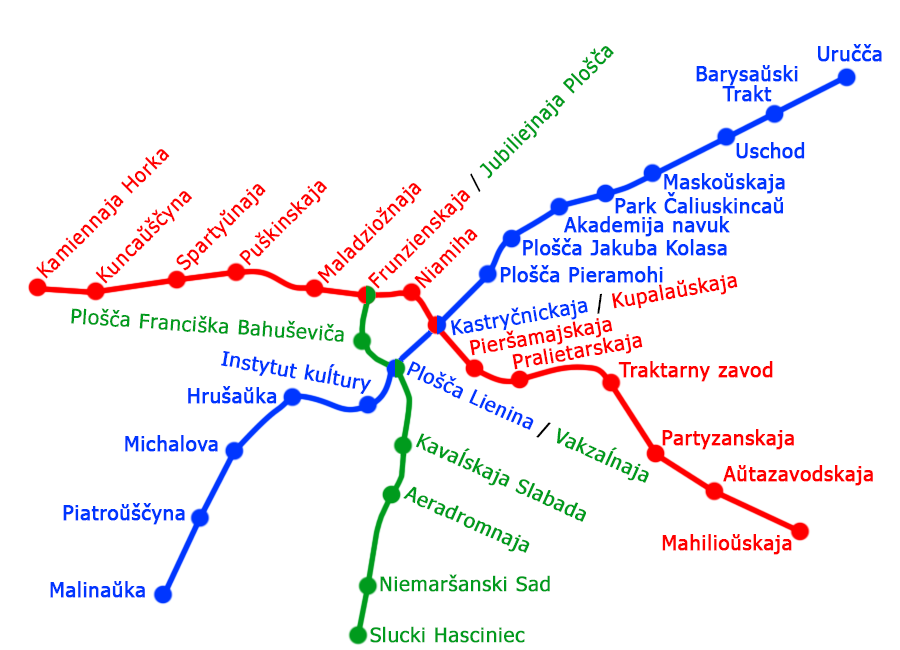
U-Bahn-Linienplan

Am 29. Juni 1984 wurde die erste Linie der Minsker Metro zwischen Instytut Kultury (Інстытут Культуры) und Maskouskaja (Маскоўская) eröffnet. Zwei Jahre später wurde eine weitere Station hinzugefügt, Uschod (Усход). Im Juni 2001 begannen die Bauarbeiten für die Verlängerung bis Urutschtscha (Уручча), die Fertigstellung erfolgte 2008. Die Arbeiten für die Verlängerung in südwestliche Richtung ab Bahnhof Instytut Kultury (Інстытут Культуры) wurden 2008 aufgenommen.
Diese Linie heißt nach der damaligen Endstation Maskouskaja und hat die Kennfarbe Blau.

### Autasawodskaja-Linie
Am 31. Dezember 1990 wurde die zweite Linie zwischen den Bahnhöfen Traktarni sawod (Трактарны завод) und Frunsenskaja (Фрунзенская) eröffnet. Die Maskouskaja-Linie wird gekreuzt. Der Kreuzungsbahnhof wurde nicht wie der schon vorhandene Bahnhof Kastrytschnizkaja (Кастрычніцкая), sondern Kupalauskaja (Купалаўская) genannt. 1991 wurde der U-Bahnhof Perschamajskaja (Першамайская) eingefügt. 1995 wurde die Linie nach Westen bis zur Station Puschkinskaja (Пушкінская) erweitert. Bereits zwei Jahre später erfolgte eine Verlängerung in Richtung Südosten bis zur Station Autasawodskaja (Аўтазаводская), 2001 wiederum südwärts bis zum Bahnhof Mahiljouskaja (Магілёўская). Dieser ist der erste Bahnhof mit einem Aufzug in der ehemaligen UdSSR. Rechtzeitig zum Jahrestag der Oktoberrevolution wurde am 7. November 2005 die rote Linie nach Westen um 3,9 Kilometer und drei neue Stationen bis Kamennaja Horka (Каменная Горка) verlängert.
Diese Linie heißt nach einer früheren Endstation Autasawodskaja und hat die Kennfarbe Rot.
Am 30. Mai 1999 kam es an der Station Niamiha zu einer Massenpanik mit 54 Toten, als mehrere tausend Menschen in der U-Bahn Schutz vor einem Unwetter suchten.

### Explosion im April 2011
Am 11. April 2011 ereignete sich eine Explosion an der Station Oktjabrskaja (Октябрьская) (russisch; belarussisch Kastrytschnizkaja (Кастрычніцкая)). Dabei kamen 15 Menschen ums Leben, etwa 300 wurden verletzt. Zwei Verdächtigte wurden in der Folge zum Tode durch Erschießen verurteilt. Der Urteilsspruch löste internationale Kritik aus. In der Gedächtniskirche aller Heiligen wurde 2012 ein Gedenkort für die Opfer des Anschlags eingerichtet.

### Selenaluschskaja-Linie

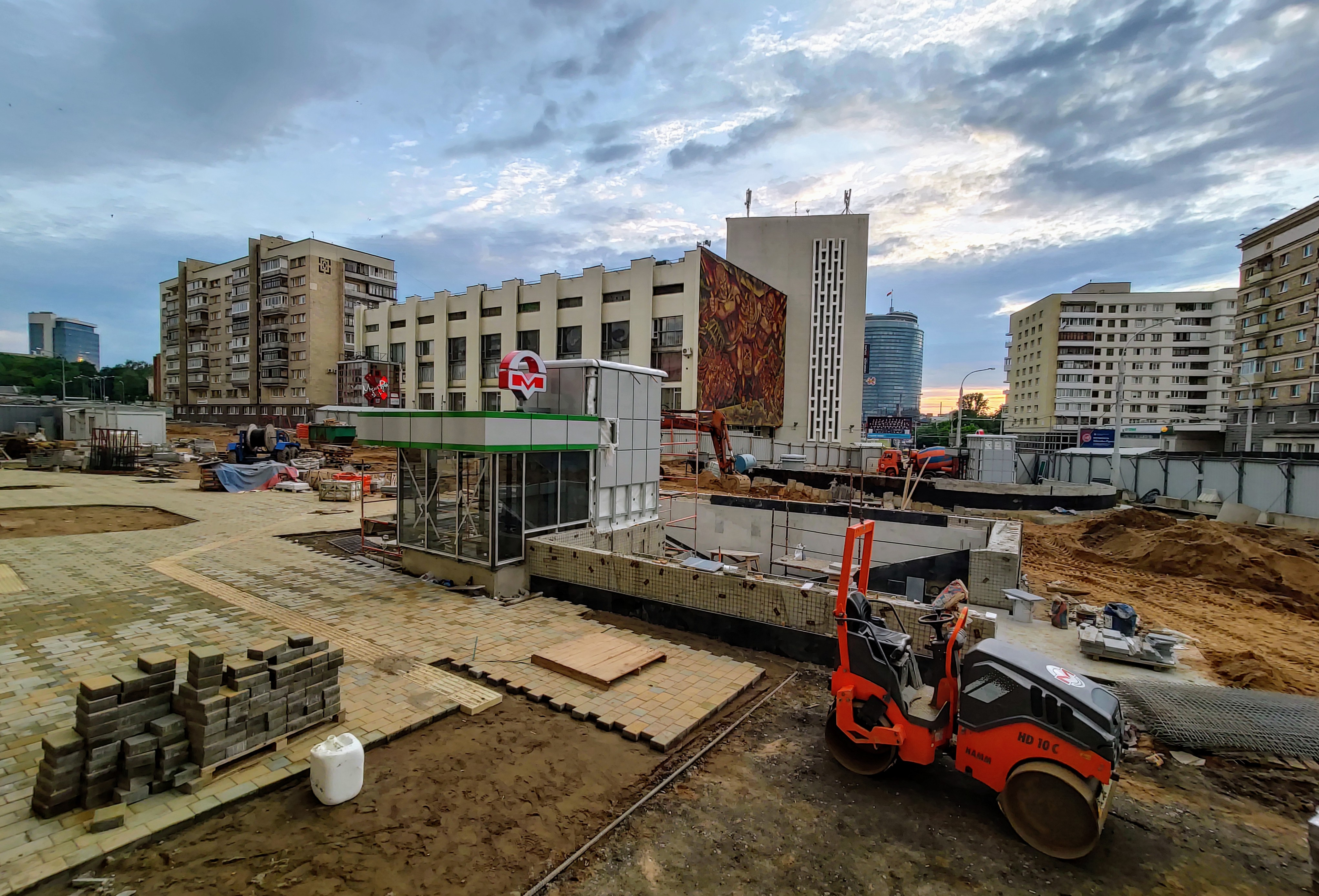
Bauarbeiten für die Grüne Linie, hier nahe der Station Frunsenskaja (Juli 2020)

Als dritte Sekante des innerstädtischen Dreiecks von Metrolinien wurde die Selenaluschskaja-Linie geplant (Linienfarbe Grün). Sie bietet Umsteigemöglichkeiten zu den bestehenden Strecken an den Stationen Ploschtscha Lenina (Плошча Леніна) und Frunsenskaja (Фрунзенская).
Die Linie wurde im November 2020 zunächst zwischen Frunsenskaja (Фрунзенская) und der neu entstandenen Station Kawalskaja Slabada (Кавальская Слабада) (3,5 Kilometer) eröffnet. Zum Jahreswechsel 2024/2025 wurde die Strecke bis zur Station Sluzki Gaszinez (Слуцкі Гасцінец) verlängert.
Die Selenaluschskaja-Linie ist an allen Stationen mit Bahnsteigtüren ausgestattet. Neben M110 von Stadler werden sieben Vierwagenzüge des Typs 81-765.7/766.7 Minsk 2024 von Metrowagonmasch eingesetzt, einer Variante von Zügen der Metro Moskau.

## Linien

Linienplan der Minsk Metro (seit 2025)

Die Metro Minsk ist 44,8 Kilometer lang und hat 36 Stationen.
| Linienname                       | Farbe | Strecke                                                                              | erste Eröffnung | Stationen |
| -------------------------------- | ----- | ------------------------------------------------------------------------------------ | --------------- | --------- |
| Maskouskaja (Маскоўская)         | Blau  | Malinauka (Малінаўка) ↔ Urutschtscha (Уручча)                                        | 1984            | 15        |
| Autasawodskaja (Аўтазаводская)   | Rot   | Kamennaja Horka (Каменная Горка) ↔ Mahiljouskaja (Магілёўская)                       | 1990            | 14        |
| Selenaluschskaja (Зеленалужская) | Grün  | Jubilejnaja ploschtscha (Юбілейная плошча) ↔ Kawalskaja Slabada (Кавальская Слабада) | 2020            | 7         |

## Sonstiges
Eine wichtige Zubringerfunktion hat die Straßenbahn Minsk, die mit ihren zehn Linien die Metro an der Oberfläche ergänzt.

## Fahrzeuge

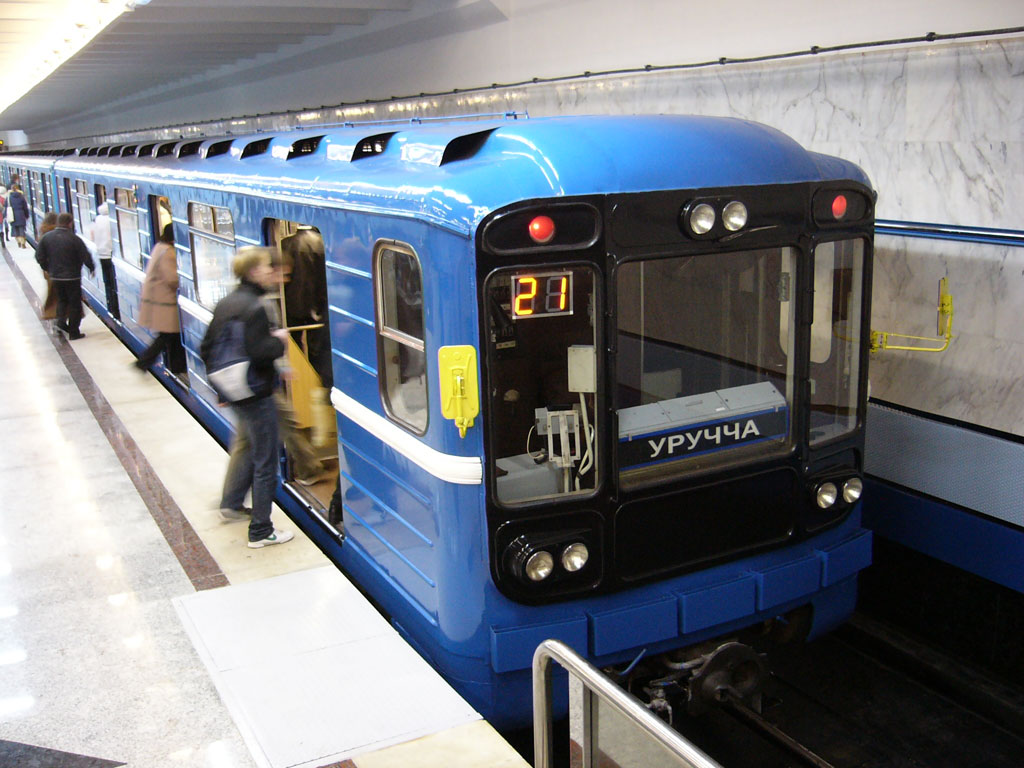
Metrowagonmasch 81-717/714
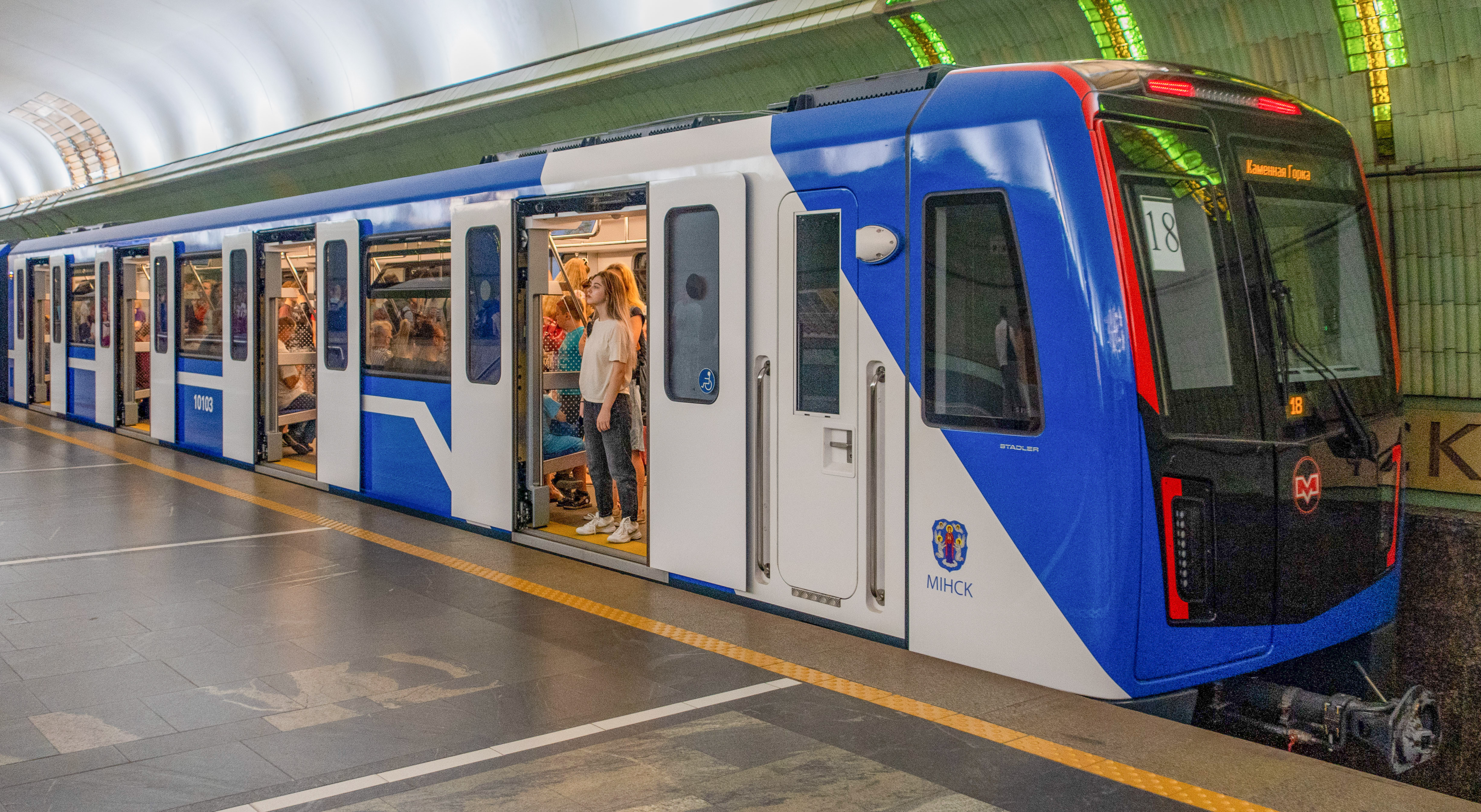
Stadler M110/M111